# توميسلاف زوبتشيتش
توميسلاف زوبتشيتش (بالكرواتية: Tomislav Zubčić) مواليد 17 يناير 1990 في زادار، جمهورية كرواتيا الاشتراكية، هو لاعب كرة سلة كرواتي. بدأ مسيرته الاحترافية في سنة 2007. تم اختياره من قبل فريق تورونتو رابتورز خلال الدرافت. يلعب مع نيجني نوفغورود كلاعب وسط. يحمل الرقم 11. يبلغ طوله 6 قدم 11 بوصة (2.1 م).

## المسيرة الاحترافية
لعب مع نادي سيبونا لكرة السلة من سنة 2008 إلى 2013، ثم لعب مع ليتوفوس رايتس في سنة 2013، ثم لعب مع نادي سيدفيتا لكرة السلة من سنة 2013 إلى 2015، ثم لعب مع أوكلاهوما سيتي بلو في موسم 2015–2016، ثم لعب مع نادي أفتودور ساراتوف لكرة السلة في سنة 2016، ثم لعب مع نيجني نوفغورود في الدوري الروسي في سنة 2016.

## روابط خارجية
- توميسلاف زوبتشيتش على موقع الاتحاد الدولي لكرة السلة (الإنجليزية)
- توميسلاف زوبتشيتش على موقع سبورتس رفرنس (الإنجليزية)
- توميسلاف زوبتشيتش على موقع الدوري الإسباني لكرة السلة (الإسبانية)
- توميسلاف زوبتشيتش على موقع كرة السلة الأوروبية.كوم (الإنجليزية)
- توميسلاف زوبتشيتش على موقع إي إس بي إن.كوم (الإنجليزية)
- توميسلاف زوبتشيتش على موقع ريلجم (الإنجليزية)
- توميسلاف زوبتشيتش على موقع بروبوليرز (الإنجليزية)
- توميسلاف زوبتشيتش على موقع سبورتس رفرنس (الإنجليزية)
- توميسلاف زوبتشيتش على موقع سبورتس رفرنس (الإنجليزية)